# 草録峰
草録峰（チョロクボン、韓国語：초록봉、Chorokbong）は 東海市泉谷洞と三和洞にまたがる山。草録峰から東海スタジアムの2度北側を望むと、鬱陵島が見える。